# Bradornis
Bradornis – rodzaj ptaków z rodziny muchołówkowatych (Muscicapidae).

## Występowanie
Rodzaj obejmuje gatunki występujące w Afryce.

## Morfologia
Długość ciała 12–18 cm, masa ciała 12–36 g.

## Systematyka

### Etymologia
Greckie βραδυς bradus – wolny, powolny; ορνις ornis, ορνιθος ornithos – ptak.

### Podział systematyczny
Do rodzaju należą następujące gatunki:
- Bradornis boehmi Reichenow, 1884 – mucharka kroplista
- Bradornis fuliginosus (J. Verreaux & E. Verreaux, 1855) – mucharka ponura
- Bradornis ussheri (Sharpe, 1871) – mucharka ciemna
- Bradornis comitatus (Cassin, 1857) – mucharka kongijska
- Bradornis mariquensis A. Smith, 1847 – mucharka białobrzucha
- Bradornis microrhynchus Reichenow, 1887 – mucharka szara